# Tettigometra virescens
Espèce
Tettigometra virescens est une espèce d'insectes homoptères de la famille des Tettigometridae.

## Répartition
Cette espèce est répertoriée d'Europe centrale et méridionale.

## Systématique
L'espèce Tettigometra virescens a été décrite pour la première fois en 1799 par l'entomologiste allemand Georg Wolfgang Franz Panzer (1755-1829).
Tettigometra virescens a pour synonymes :
- Fulgora virescens Panzer, 1799
- Tettigometra dorsalis Latreille, 1804
- Tettigometra virescens (Panzer, 1799)